# Dennis Eckert
Dennis-Yerai Eckert Ayensa (Bonn, 9 gennaio 1997) è un calciatore tedesco con passaporto spagnolo, attaccante dello Standard Liegi.

## Caratteristiche tecniche
È un attaccante completo, tecnico, veloce e forte fisicamente. E sia abile nello sfruttare la profondità, sia di proteggere palla e far salire la squadra, se servito spalle alla porta. Queste doti gli permettono di poter ricoprire sia il ruolo di centravanti, sia quello di ala sinistra. 

## Carriera

### Club

#### Inizi
Nato a Bonn da madre spagnola originaria della Galizia e padre tedesco-iraniano, è cresciuto nei settori giovanili di Colonia, Alemannia Aquisgrana e Borussia M'gladbach.

#### Celta Vigo ed Excelsior
Esordisce fra i professionisti il 18 agosto 2018 con la maglia del Celta Vigo disputando l'incontro di Primera División pareggiato 1-1 contro l'Espanyol. Disputa nove gare con gli spagnoli senza trovare la rete. Nel mercato di gennaio si trasferisce in prestito all'Excelsior. In Eredivisie trova due gol in dodici presenze.

#### Ingolstadt
Alla fine del prestito, si trasferisce all'Ingolstadt a titolo gratuito. Debutta segnando una rete e servendo un assist decisivo. Grazie ai suoi 14 gol in 30 partite, contribuisce all'ingresso dei tedeschi ai play-off promozione. L'Ingolstadt non passa, disputando anche la stagione successiva in 3. Liga. L'anno successivo, Eckert segna 9 gol in 23 matches, fornendo in totale 7 assist ai compagni.

### Nazionale
Nel 2015 ha giocato una partita con la nazionale tedesca Under-19.

## Statistiche

### Presenze e reti nei club
Statistiche aggiornate al 24 maggio 2025.
| Stagione                      | Squadra                       | Campionato                    | Campionato | Campionato | Coppe nazionali | Coppe nazionali | Coppe nazionali | Coppe continentali | Coppe continentali | Coppe continentali | Altre coppe | Altre coppe | Altre coppe | Totale | Totale |
| Stagione                      | Squadra                       | Comp                          | Pres       | Reti       | Comp            | Pres            | Reti            | Comp               | Pres               | Reti               | Comp        | Pres        | Reti        | Pres   | Reti   |
| ----------------------------- | ----------------------------- | ----------------------------- | ---------- | ---------- | --------------- | --------------- | --------------- | ------------------ | ------------------ | ------------------ | ----------- | ----------- | ----------- | ------ | ------ |
| 2015-2016                     | Borussia M'gladbach II        | RL                            | 1          | 0          |                 | -               | -               | -                  | -                  | -                  | -           | -           | -           | 1      | 0      |
| 2016-2017                     | Borussia M'gladbach II        | RL                            | 3          | 0          |                 | -               | -               | -                  | -                  | -                  | -           | -           | -           | 3      | 0      |
| Totale Borussia M'gladbach II | Totale Borussia M'gladbach II | Totale Borussia M'gladbach II | 4          | 0          |                 | -               | -               |                    | -                  | -                  |             | -           | -           | 4      | 0      |
| 2017-2018                     | Celta Vigo B                  | SDB                           | 36+4       | 8          | -               | -               | -               | -                  | -                  | -                  | -           | -           | -           | 40     | 8      |
| 2018-gen. 2019                | Celta Vigo B                  | SDB                           | 12         | 1          | -               | -               | -               | -                  | -                  | -                  | -           | -           | -           | 12     | 1      |
| Totale Borussia Celta Vigo B  | Totale Borussia Celta Vigo B  | Totale Borussia Celta Vigo B  | 48+4       | 9          |                 | -               | -               |                    | -                  | -                  |             | -           | -           | 52     | 9      |
| 2018-gen. 2019                | Celta Vigo                    | PD                            | 9          | 0          | CR              | 1               | 0               | -                  | -                  | -                  | -           | -           | -           | 10     | 0      |
| gen.-giu. 2019                | Excelsior                     | E                             | 12+2       | 2          | CO              | -               | -               | -                  | -                  | -                  | -           | -           | -           | 14     | 2      |
| 2019-2020                     | Ingolstadt 04                 | 3L                            | 30+2       | 14         | CG              | 0               | 0               | -                  | -                  | -                  | -           | -           | -           | 32     | 14     |
| 2020-2021                     | Ingolstadt 04                 | 3L                            | 24+2       | 9+1        | CG              | 0               | 0               | -                  | -                  | -                  | -           | -           | -           | 26     | 10     |
| 2021-2022                     | Ingolstadt 04                 | 2L                            | 24         | 2          | CG              | 1               | 0               | -                  | -                  | -                  | -           | -           | -           | 25     | 2      |
| Totale Ingolstadt 04          | Totale Ingolstadt 04          | Totale Ingolstadt 04          | 78+4       | 25+1       |                 | 1               | 0               |                    | -                  | -                  |             | -           | -           | 83     | 26     |
| 2022-2023                     | Union Saint-Gilloise          | D1                            | 8          | 2          | CB              | 3               | 0               | UCL+UEL            | 1+3                | 0                  | -           | -           | -           | 15     | 2      |
| 2023-2024                     | Union Saint-Gilloise          | D1                            | 31         | 8          | CB              | 3               | 0               | UEL+UECL           | 6+4                | 2+1                | -           | -           | -           | 44     | 11     |
| lug.-ago. 2024                | Union Saint-Gilloise          | D1                            | 3          | 1          | CB              | 0               | 0               | UCL                | 2                  | 0                  | SB          | 1           | 0           | 6      | 1      |
| Totale Union Saint-Gilloise   | Totale Union Saint-Gilloise   | Totale Union Saint-Gilloise   | 42         | 11         |                 | 6               | 0               |                    | 16                 | 3                  |             | 1           | 0           | 65     | 14     |
| sett. 2024-2025               | Standard Liegi                | D1                            | 33         | 7          | CB              | 2               | 1               | -                  | -                  | -                  | -           | -           | -           | 35     | 8      |
| Totale carriera               | Totale carriera               | Totale carriera               | 236        | 55         |                 | 10              | 1               |                    | 16                 | 3                  |             | 1           | 0           | 263    | 59     |

## Palmarès

### Club

#### Competizioni nazionali
- Coppa del Belgio: 1

Union Saint-Gilloise: 2023-2024
- Supercoppa del Belgio: 1

Union Saint-Gilloise: 2024